# Dead Horse Point Állami Park
A Dead Horse Point Állami Park az Amerikai Egyesült Államokban van, Utah állam területén. A park 2170 hektáron terül el.

## Története
A Dead Horse Point Állami Park 1959-ben alapították. Lapos tetejű hegyein - amelynek topográfiája olyan természetes karámot alkotott, ahová a cowboyok beterelhették a lovakat - valaha vad musztángok ménesei éltek. Amikor ezeket a lovakat befogták és betörték, a legjobb lovakat eladták, a maradékot ("seprűfarkúakat") pedig eleresztették. A legenda szerint a seprűfarkúak egy csoportját véletlenül itt felejtették bezárva, és valamennyi állat szomjan halt, látótávolságra a lenti Colorado folyótól. S csontvázaik miatt adományozták a parknak a nevét, amit a mai napig visel.

## Domborzata, és természet földrajza
A park egész területe sivatagos, és tengerszint feletti magassága 1800 méter (5900 láb).

## Turizmus
A Dead Horse Point Állami Park a utahi Moabtól 37 km-re délre található. A Point-toronynál lévő kilátóhely 610 méterrel magasodik a környező fennsík fölé, kilátással a közeli Canyonlands Nemzeti Parkra, ahol még mindig jelentős a kanyont létrehozó folyóvíz pusztítása. A távoli tájkép tornyai, szirtjei mind a Colorado folyó okozta 150 millió éves, lassú erózió termékei. A folyó közvetlenül a Dead Horse Point alatt ír le egy nagy kanyart.

## Képgaléria

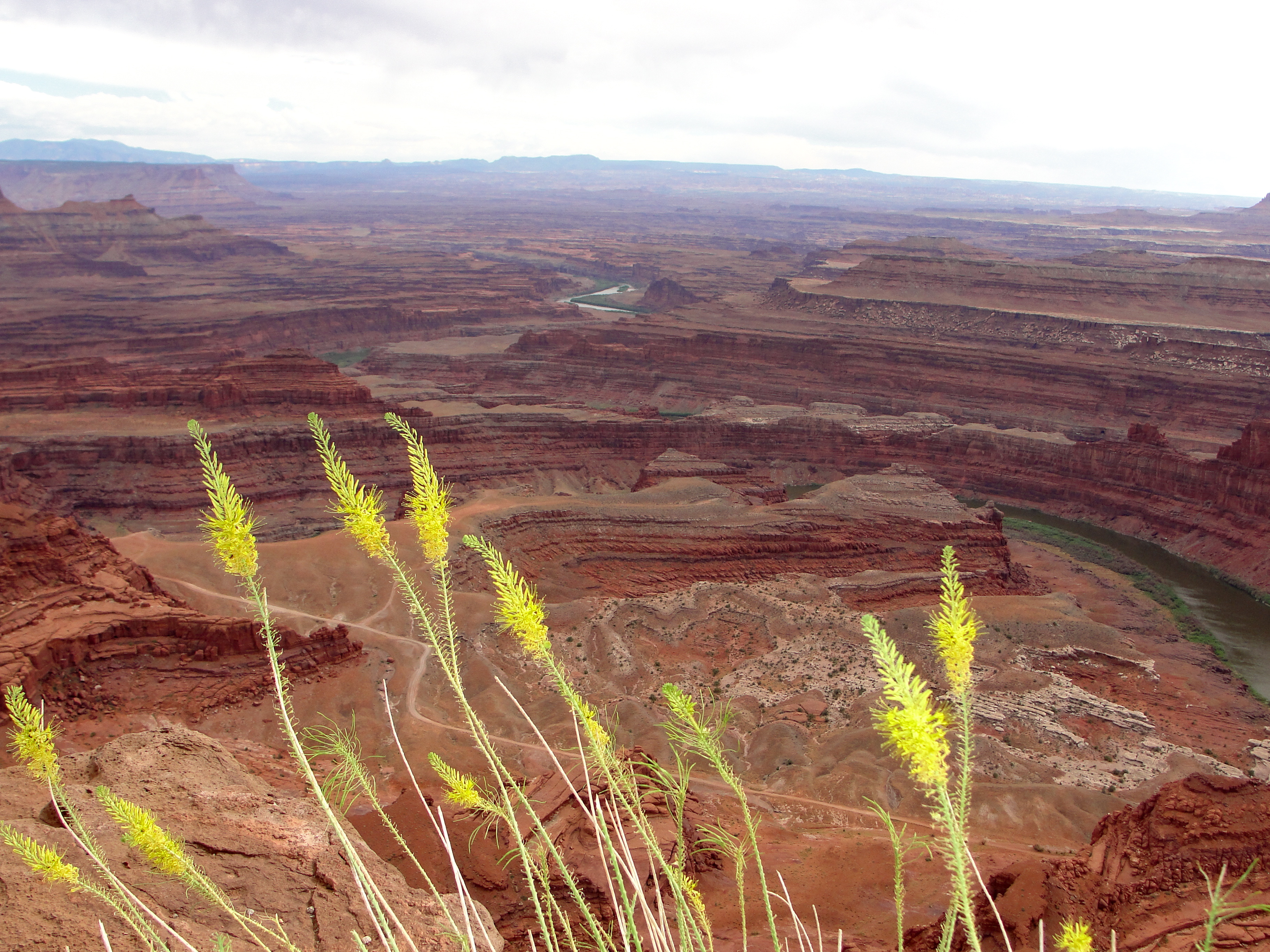
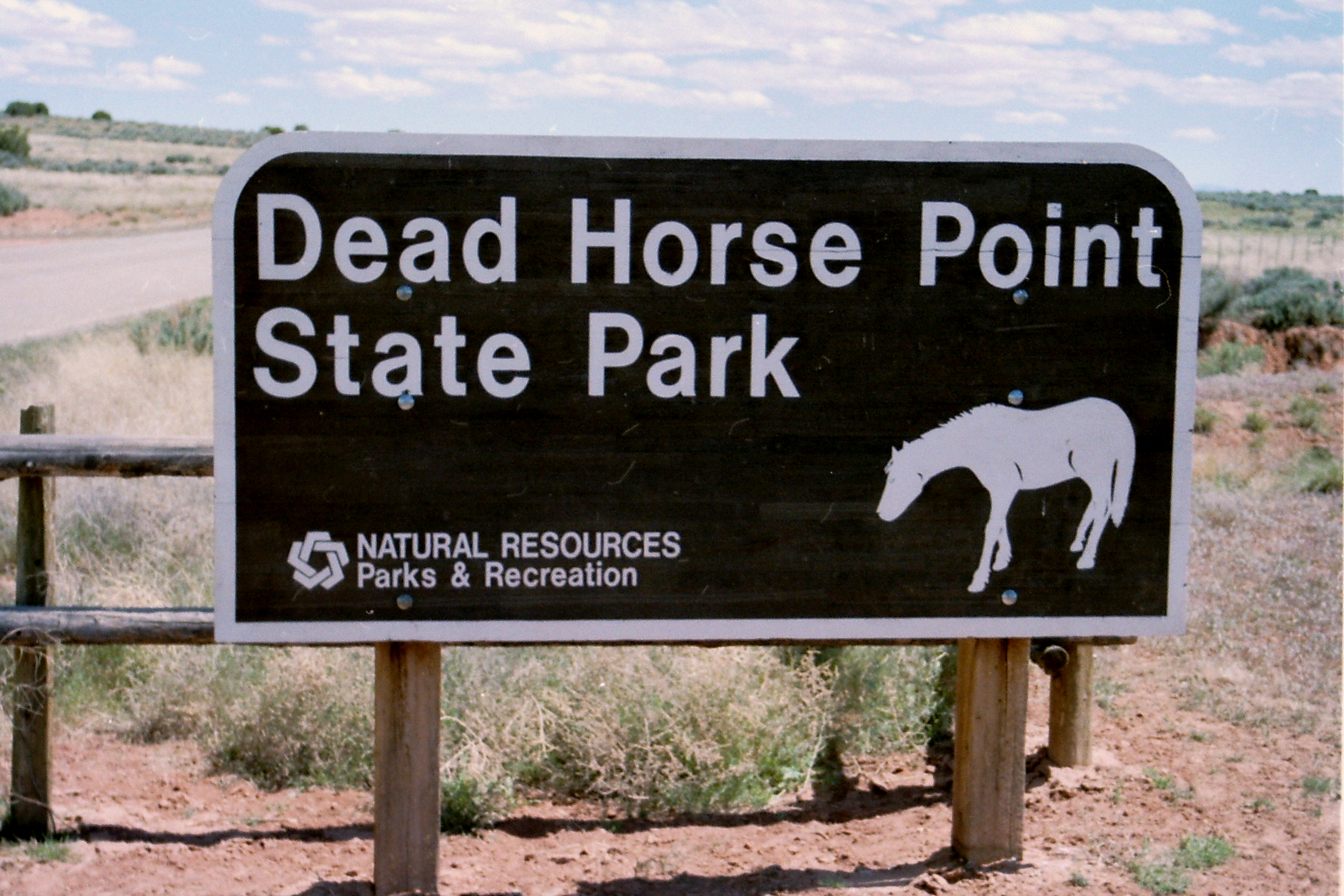
A park bejárata
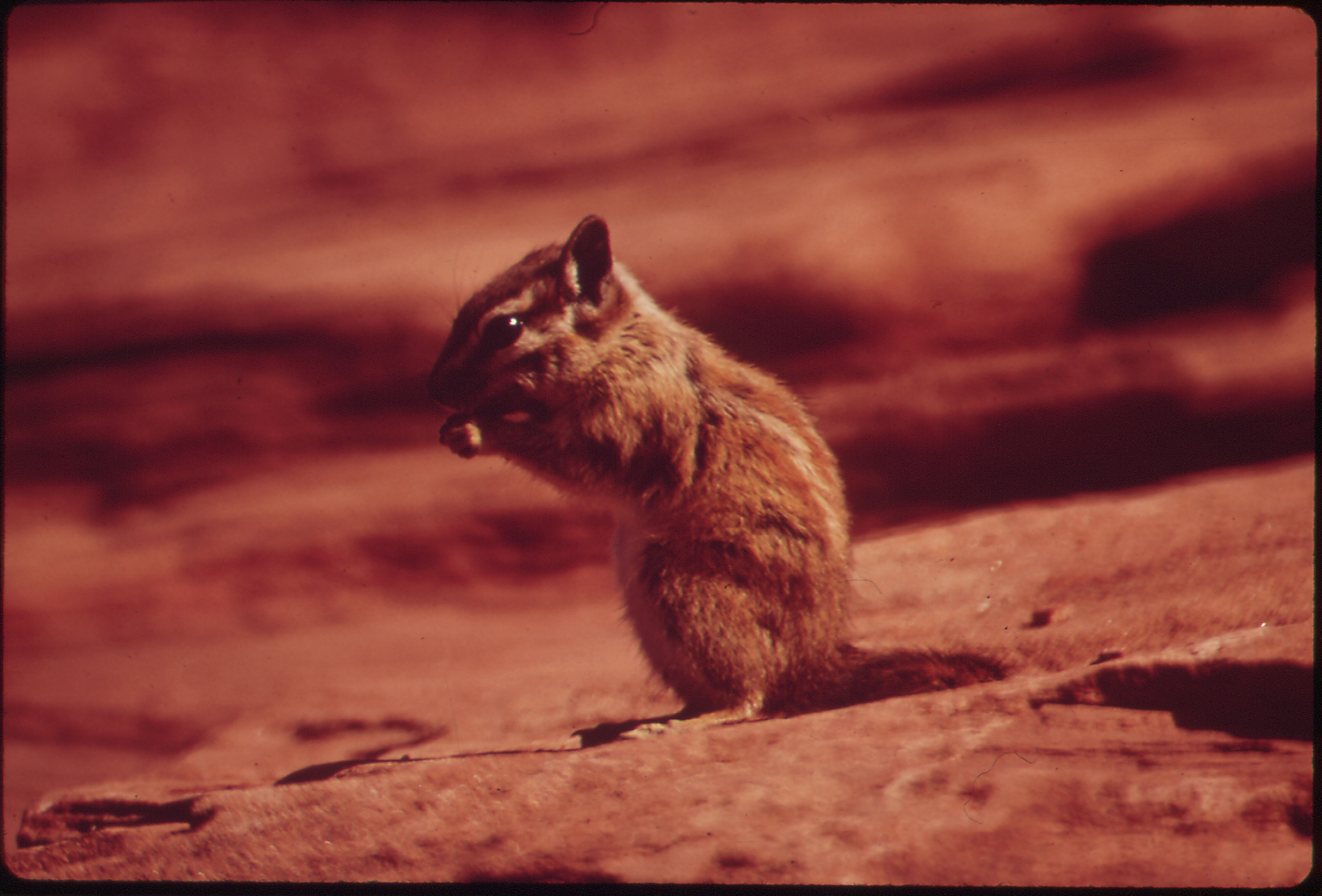
Csíkosmókus
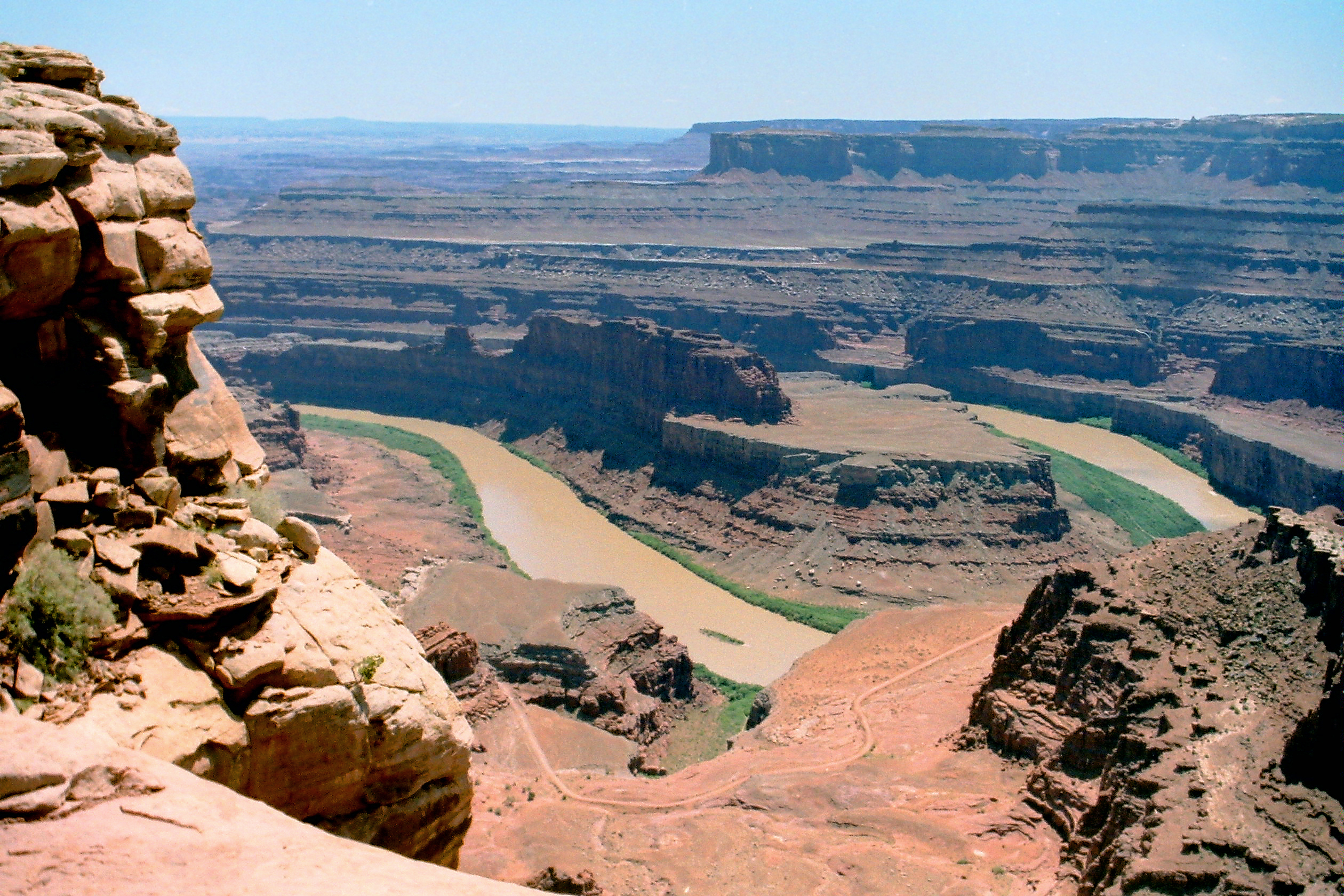